# Răchitiș (okręg Bacău)
Răchitiș – wieś w Rumunii, w okręgu Bacău, w gminie Ghimeș-Făget. W 2011 roku liczyła 262 mieszkańców.